# Campionato mondiale di Formula 1 1994
Il campionato mondiale di Formula 1 1994 organizzato dalla FIA è stato, nella storia della categoria, il 45° ad assegnare il campionato piloti, vinto da Michael Schumacher su Benetton, e il 37° ad assegnare il campionato costruttori, vinto dalla Williams.
Il calendario della stagione ha compreso sedici Gran Premi, con inizio in Brasile il 27 marzo e termine il 13 novembre in Australia. L'annata si è rivelata tragica per la Formula 1, in quanto hanno perso la vita in pista Ayrton Senna e Roland Ratzenberger, mentre molti piloti, tra i quali Barrichello, Wendlinger, Montermini, J. Verstappen, oltre a Lehto, Alesi e Lamy (questi ultimi nei test), furono protagonisti di gravi incidenti.

Michael Schumacher si aggiudica per la prima volta il titolo piloti.

## La prestagione

### Calendario
Nel mese di ottobre del 1993 viene pubblicata la prima versione del calendario per il 1994, che prevede l'uscita di scena del Gran Premio del Sudafrica, l'introduzione di una seconda gara in Giappone, da disputarsi sul circuito di Aida, non a Suzuka e che prenderà il nome di Gran Premio del Pacifico, e il ritorno del Gran Premio d'Argentina, previsto come prova inaugurale il 20 marzo 1994. Nel mese di dicembre viene presentato il calendario definitivo, che rispetto alla versione precedente vede lo slittamento del Gran Premio d'Argentina al 16 ottobre, da disputarsi su un tracciato cittadino allestito nel quartiere di Palermo a Buenos Aires; tuttavia questa gara, in seguito spostata al circuito permanente della stessa città, viene annullata a giugno per dare più tempo agli organizzatori per ammodernare il tracciato e viene rimpiazzata dal Gran Premio d'Europa, da tenersi sul circuito spagnolo di Jerez.
| Gara | Nome ufficiale del Gran Premio       | Circuito                         | Sede                 | Data         | Ora    | Ora   | Ora   | Diretta TV |
| Gara | Nome ufficiale del Gran Premio       | Circuito                         | Sede                 | Data         | Locale | UTC   | ITA   | Diretta TV |
| ---- | ------------------------------------ | -------------------------------- | -------------------- | ------------ | ------ | ----- | ----- | ---------- |
| 1    | Grande Prêmio do Brasil              | Autodromo José Carlos Pace       | San Paolo            | 27 marzo     | 14:00  | 17:00 | 19:00 | Italia 1   |
| 2    | Pacific Grand Prix                   | TI Circuit                       | Mimasaka             | 17 aprile    | 14:30  | 04:30 | 05:30 | Italia 1   |
| 3    | Gran Premio di San Marino            | Autodromo Enzo e Dino Ferrari    | Imola                | 1º maggio    | 14:00  | 12:00 | 14:00 | Rai Due    |
| 4    | Grand Prix de Monaco                 | Circuito di Monte Carlo          | Monaco               | 15 maggio    | 14:00  | 12:00 | 14:00 | Italia 1   |
| 5    | Gran Premio Marlboro de España       | Circuito di Barcellona-Catalogna | Montmeló             | 29 maggio    | 14:00  | 12:00 | 14:00 | Canale 5   |
| 6    | Grand Prix Molson du Canada          | Circuit Gilles Villeneuve        | Montréal             | 12 giugno    | 13:00  | 17:00 | 19:00 | Italia 1   |
| 7    | Grand Prix de France                 | Circuit de Nevers Magny-Cours    | Magny-Cours          | 3 luglio     | 14:00  | 12:00 | 14:00 | Rai Due    |
| 8    | British Grand Prix                   | Silverstone Circuit              | Silverstone          | 10 luglio    | 14:00  | 13:00 | 15:00 | Italia 1   |
| 9    | Großer Mobil 1 Preis von Deutschland | Hockenheimring                   | Hockenheim           | 31 luglio    | 14:00  | 12:00 | 14:00 | Rai Due    |
| 10   | Marlboro Hungarian Grand Prix        | Hungaroring                      | Mogyoród             | 14 agosto    | 14:00  | 12:00 | 14:00 | Rai Due    |
| 11   | Grand Prix de Belgique               | Circuito di Spa-Francorchamps    | Stavelot             | 28 agosto    | 14:00  | 12:00 | 14:00 | Rai Due    |
| 12   | Pioneer Gran Premio d'Italia         | Autodromo Nazionale Monza        | Monza                | 11 settembre | 14:00  | 12:00 | 14:00 | Italia 1   |
| 13   | Grande Prémio de Portugal            | Autódromo do Estoril             | Cascais              | 25 settembre | 14:00  | 13:00 | 14:00 | Rai Due    |
| 14   | Gran Prix of Europe                  | Circuito Permanente de Jerez     | Jerez de la Frontera | 16 ottobre   | 14:00  | 13:00 | 14:00 | Italia 1   |
| 15   | Fuji Television Japanese Grand Prix  | Suzuka Circuit                   | Suzuka               | 6 novembre   | 14:30  | 05:30 | 06:30 | Rai Due    |
| 16   | Australian Grand Prix                | Adelaide Street Circuit          | Adelaide             | 13 novembre  | 14:00  | 03:00 | 04:00 | Rai Due    |

### La presentazione delle vetture
| Costruttore                 | Telaio       | Data lancio | Luogo lancio |
| --------------------------- | ------------ | ----------- | ------------ |
| Rothmans Williams Renault   | FW16 FW16B   |             |              |
| Tyrrell Racing Organisation | 022          |             |              |
| Mild Seven Benetton Ford    | B194 B194B   |             |              |
| Marlboro McLaren Peugeot    | MP4/9        |             |              |
| Footwork Ford               | FA15         |             |              |
| Team Lotus                  | 107C 109     |             |              |
| Sasol Jordan                | 194          |             |              |
|                             |              |             |              |
| Minardi Scuderia Italia     | M193B M194   |             |              |
| Ligier Gitanes Blondes      | JS39B        |             |              |
| Scuderia Ferrari            | 412T1 412T1B |             |              |
| Sauber Mercedes             | C13          |             |              |
| MTV Simtek Ford             | S941         |             |              |
| Pacific Grand Prix Ltd      | PR01         |             |              |

### I test
Alla fine della stagione 1994 Michael Schumacher, disputò un test su Ligier per il nuovo motore V10 Renault

### Accordi e fornitori
Inoltre, due dei migliori team avevano svelato nuovi schemi di colori, che riflettevano i nuovi accordi di sponsorizzazione dopo il ritiro della Camel dalla Formula Uno. La nuova sponsorizzazione della Williams da parte di Rothmans li aveva visti adottare il blu scuro e il bianco con finiture dorate e rosse, mentre il team Benetton era passato dal giallo all'azzurro e al verde menta del marchio di sigarette giapponese Mild Seven.

## Scuderie e piloti

### Scuderie
Dopo alcuni mesi di trattative la Minardi, che versava in una difficile situazione economica, e la Scuderia Italia, intenzionata a rinunciare a correre dopo la stagione precedente povera di risultati, annunciano la fusione tra loro. All'elenco dei partecipanti si aggiungono due scuderie britanniche, la Simtek e la Pacific, entrambe debuttanti nel campionato mondiale di Formula 1.
Per quanto riguarda le forniture di motori, la McLaren passa dai propulsori Ford a quelli Peugeot, che debuttano in Formula 1, la Footwork dai Mugen-Honda ai Ford, processo inverso di quello fatto dalla Lotus; la Larrousse sceglie i Ford, non essendo disponibile la motorizzazione Lamborghini. I motori della Sauber, l'anno prima marchiati con lo stesso nome della vettura ma di produzione Ilmor, per il 1994 ricevono il supporto ufficiale della Mercedes, che fa così il suo ritorno in Formula 1. Per quanto riguarda le due scuderie all'esordio, la Simtek viene equipaggiata di propulsori Ford, mentre la Pacific di motori Ilmor.

### Piloti

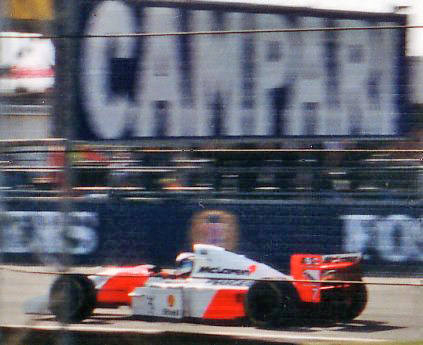
Mika Häkkinen in azione a Silverstone: dopo i positivi risultati ottenuti nelle ultime gare della stagione precedente, il finlandese viene confermato dalla McLaren.

Sono tre le scuderie che confermano i piloti con cui avevano concluso la stagione precedente: la Jordan, che schiera Rubens Barrichello e Eddie Irvine, la Lotus con i piloti Pedro Lamy e Johnny Herbert e la Ferrari con la coppia formata da Jean Alesi e Gerhard Berger.
Alain Prost, campione del mondo nel 1993, abbandona definitivamente la Formula 1 lasciando un posto vacante alla Williams; il sedile viene preso da Ayrton Senna, affiancato dal confermato Damon Hill, che corre come l'anno precedente con il numero 0, mentre il numero 1 di campione del mondo in carica non viene assegnato.
La McLaren conferma Mika Häkkinen e gli affianca Martin Brundle, proveniente dalla Ligier, mentre la Tyrrell conferma Ukyo Katayama e ingaggia Mark Blundell, anch'egli ex-Ligier; la scuderia francese cambia dunque entrambi i piloti, schierando il rientrante Éric Bernard e il debuttante Olivier Panis.
La Benetton sostituisce Riccardo Patrese, ritiratosi dalla Formula 1, con JJ Lehto, proveniente dalla Sauber, pilota che però si infortuna in una sessione di test privati e perde l'inizio della stagione, in cui corre l'esordiente Jos Verstappen. La scuderia svizzera affianca al confermato Karl Wendlinger il debuttante Heinz-Harald Frentzen al posto di Lehto.
La Footwork cambia entrambi i piloti, Derek Warwick, al ritiro, e Aguri Suzuki, scegliendo Christian Fittipaldi, l'anno prima alla Minardi, e Gianni Morbidelli, nel 1993 collaudatore della Ferrari.
La Larrousse fa debuttare il monegasco Olivier Beretta al posto di Philippe Alliot, passato al ruolo di tester per la McLaren, mentre resta in squadra Érik Comas. La Minardi conferma Pierluigi Martini e ingaggia Michele Alboreto, in precedenza alla Scuderia Italia.
Per quanto riguarda i due team all'esordio, la Simtek sceglie come piloti David Brabham e Jean-Marc Gounon, ma, vista l'indisponibilità di quest'ultimo nella prima parte di stagione, ripiega sull'esordiente Roland Ratzenberger, mentre la Pacific ingaggia Bertrand Gachot e Paul Belmondo.
Dopo aver causato un pericoloso incidente in Brasile, Eddie Irvine riceve una squalifica di tre gare; per la prima, il GP del Pacifico, viene sostituito da Aguri Suzuki, mentre è assente anche Jean Alesi, infortunatosi in un test al Mugello e sostituito da Nicola Larini. Nel GP di San Marino, è Andrea De Cesaris a guidare la vettura di Irvine, mentre Larini è ancora al posto di Alesi e fa il suo ritorno JJ Lehto alla guida della Benetton.
A seguito degli incidenti mortali di Ayrton Senna e Roland Ratzenberger, a Monaco, le scuderie coinvolte, Williams e Simtek, iscrivono una sola vettura, mentre De Cesaris guida la monoposto di Irvine, che sconta così l'ultima gara di squalifica; Alesi torna al volante della Ferrari.
Prima del Gran Premio di Spagna Pedro Lamy, della Lotus, è vittima di un grave incidente in un test a Silverstone ed è costretto a saltare il resto della stagione; viene dunque richiamato Alessandro Zanardi. A seguito del grave incidente occorso a Karl Wendlinger a Monaco, la Sauber iscrive il solo Frentzen in questo Gran Premio; la Williams fa debuttare David Coulthard, mentre la Simtek presenta come secondo pilota Andrea Montermini, che tuttavia subisce un infortunio nelle prove del Gran Premio spagnolo.
Per il Canada la Sauber trova in Andrea De Cesaris il sostituto di Wendlinger, mentre la Simtek è costretta a schierare una sola vettura, data l'indisponibilità di Montermini e della seconda monoposto, distrutta nel suo incidente. Dal GP di Francia, J. Verstappen ritorna a correre al posto di Lehto con la Benetton, Jean-Marc Gounon inizia a correre con la Simtek mentre a Nigel Mansell, impegnato nello stesso anno nella Formula Indy, viene affidata la seconda Williams, che ritorna a Coulthard dal GP di Gran Bretagna.
Nel Gran Premio d'Ungheria Philippe Alliot prende il posto di Mika Häkkinen, squalificato in seguito ad un incidente nella gara precedente; in Belgio invece sostituisce Olivier Beretta alla Larrousse, mentre fa il suo debutto Philippe Adams con la Lotus, con cui corre anche in Portogallo.
In Italia JJ Lehto gareggia con la vettura di Michael Schumacher, squalificato dopo le infrazioni commesse a Silverstone, mentre è Yannick Dalmas a guidare una delle Larrousse e Zanardi torna al volante della Lotus. Per il GP del Portogallo, Adams guida nuovamente per la Lotus, così come vengono confermati Dalmas alla Larrousse e Lehto al posto di M. Schumacher, che sconta la sua seconda e ultima gara di squalifica.
Nel Gran Premio d'Europa si assiste a diversi avvicendamenti: alla Williams ritorna Mansell per le ultime tre gare; la Lotus schiera Zanardi ed Éric Bernard, mentre Johnny Herbert passa al posto di quest'ultimo alla Ligier; alla Larrousse viene ingaggiato fino a fine stagione Hideki Noda; Domenico Schiattarella sostituisce Jean-Marc Gounon alla Simtek.
In occasione del penultimo appuntamento in Giappone, Mika Salo viene chiamato dalla Lotus per le ultime due gare, Johnny Herbert passa alla Benetton al fianco di M. Schumacher, Franck Lagorce va alla Ligier, JJ Lehto passa a correre per la Sauber, mentre solo per questa gara corre Taki Inoue per la Simtek. Nell'ultimo GP, in Australia, Schiattarella torna alla guida della Simtek, mentre Jean-Denis Délétraz sostituisce Érik Comas alla Larrousse.

### Tabella riassuntiva
| Scuderia                    | Costruttore       | Telaio       | Motore                       | Pneumatici | Nº | Piloti                 | GP          | Terzo pilota/Collaudatore     |
| --------------------------- | ----------------- | ------------ | ---------------------------- | ---------- | -- | ---------------------- | ----------- | ----------------------------- |
| Rothmans Williams Renault   | Williams-Renault  | FW16 FW16B   | Renault RS6 3.5 V10          | G          | 0  | Damon Hill             | Tutti       | David Coulthard               |
| Rothmans Williams Renault   | Williams-Renault  | FW16 FW16B   | Renault RS6 3.5 V10          | G          | 2  | Ayrton Senna†          | 1–3         | David Coulthard               |
| Rothmans Williams Renault   | Williams-Renault  | FW16 FW16B   | Renault RS6 3.5 V10          | G          | 2  | David Coulthard        | 5–6, 8–13   | David Coulthard               |
| Rothmans Williams Renault   | Williams-Renault  | FW16 FW16B   | Renault RS6 3.5 V10          | G          | 2  | Nigel Mansell          | 7, 14–16    | David Coulthard               |
| Tyrrell Racing Organisation | Tyrrell-Yamaha    | 022          | Yamaha OX10B 3.5 V10         | G          | 3  | Ukyo Katayama          | Tutti       | n/a                           |
| Tyrrell Racing Organisation | Tyrrell-Yamaha    | 022          | Yamaha OX10B 3.5 V10         | G          | 4  | Mark Blundell          | Tutti       | n/a                           |
| Mild Seven Benetton Ford    | Benetton-Ford     | B194 B194B   | Ford EC Zetec-R 3.5 V8       | G          | 5  | Michael Schumacher     | 1–11, 14–16 | Jos Verstappen Paul Tracy     |
| Mild Seven Benetton Ford    | Benetton-Ford     | B194 B194B   | Ford EC Zetec-R 3.5 V8       | G          | 5  | JJ Lehto               | 12–13       | Jos Verstappen Paul Tracy     |
| Mild Seven Benetton Ford    | Benetton-Ford     | B194 B194B   | Ford EC Zetec-R 3.5 V8       | G          | 6  | JJ Lehto               | 3–6         | Jos Verstappen Paul Tracy     |
| Mild Seven Benetton Ford    | Benetton-Ford     | B194 B194B   | Ford EC Zetec-R 3.5 V8       | G          | 6  | Jos Verstappen         | 1–2, 7–14   | Jos Verstappen Paul Tracy     |
| Mild Seven Benetton Ford    | Benetton-Ford     | B194 B194B   | Ford EC Zetec-R 3.5 V8       | G          | 6  | Johnny Herbert         | 15–16       | Jos Verstappen Paul Tracy     |
| Marlboro McLaren Peugeot    | McLaren-Peugeot   | MP4/9        | Peugeot A6 3.5 V10           | G          | 7  | Mika Häkkinen          | 1–9, 11–16  | Philippe Alliot               |
| Marlboro McLaren Peugeot    | McLaren-Peugeot   | MP4/9        | Peugeot A6 3.5 V10           | G          | 7  | Philippe Alliot        | 10          | Philippe Alliot               |
| Marlboro McLaren Peugeot    | McLaren-Peugeot   | MP4/9        | Peugeot A6 3.5 V10           | G          | 8  | Martin Brundle         | Tutti       | Philippe Alliot               |
| Footwork Ford               | Footwork-Ford     | FA15         | Ford HB 3.5 V8               | G          | 9  | Christian Fittipaldi   | Tutti       | n/a                           |
| Footwork Ford               | Footwork-Ford     | FA15         | Ford HB 3.5 V8               | G          | 10 | Gianni Morbidelli      | Tutti       | n/a                           |
| Team Lotus                  | Lotus-Mugen-Honda | 107C 109     | Mugen-Honda MF-351HC 3.5 V10 | G          | 11 | Pedro Lamy             | 1–4         | n/a                           |
| Team Lotus                  | Lotus-Mugen-Honda | 107C 109     | Mugen-Honda MF-351HC 3.5 V10 | G          | 11 | Philippe Adams         | 11, 13      | n/a                           |
| Team Lotus                  | Lotus-Mugen-Honda | 107C 109     | Mugen-Honda MF-351HC 3.5 V10 | G          | 11 | Éric Bernard           | 14          | n/a                           |
| Team Lotus                  | Lotus-Mugen-Honda | 107C 109     | Mugen-Honda MF-351HC 3.5 V10 | G          | 11 | Mika Salo              | 15–16       | n/a                           |
| Team Lotus                  | Lotus-Mugen-Honda | 107C 109     | Mugen-Honda MF-351HC 3.5 V10 | G          | 11 | Alessandro Zanardi     | 5–10, 12    | n/a                           |
| Team Lotus                  | Lotus-Mugen-Honda | 107C 109     | Mugen-Honda MF-351HC 3.5 V10 | G          | 12 | Alessandro Zanardi     | 14–16       | n/a                           |
| Team Lotus                  | Lotus-Mugen-Honda | 107C 109     | Mugen-Honda MF-351HC 3.5 V10 | G          | 12 | Johnny Herbert         | 1–13        | n/a                           |
| Sasol Jordan                | Jordan-Hart       | 194          | Hart 1035 3.5 V10            | G          | 14 | Rubens Barrichello     | Tutti       | n/a                           |
| Sasol Jordan                | Jordan-Hart       | 194          | Hart 1035 3.5 V10            | G          | 15 | Eddie Irvine           | 1, 5–16     | n/a                           |
| Sasol Jordan                | Jordan-Hart       | 194          | Hart 1035 3.5 V10            | G          | 15 | Aguri Suzuki           | 2           | n/a                           |
| Sasol Jordan                | Jordan-Hart       | 194          | Hart 1035 3.5 V10            | G          | 15 | Andrea De Cesaris      | 3–4         | n/a                           |
| Tourtel Larrousse F1        | Larrousse-Ford    | LH94         | Ford HB 3.5 V8               | G          | 19 | Olivier Beretta        | 1–10        | n/a                           |
| Tourtel Larrousse F1        | Larrousse-Ford    | LH94         | Ford HB 3.5 V8               | G          | 19 | Philippe Alliot        | 11          | n/a                           |
| Tourtel Larrousse F1        | Larrousse-Ford    | LH94         | Ford HB 3.5 V8               | G          | 19 | Yannick Dalmas         | 12–13       | n/a                           |
| Tourtel Larrousse F1        | Larrousse-Ford    | LH94         | Ford HB 3.5 V8               | G          | 19 | Hideki Noda            | 14–16       | n/a                           |
| Tourtel Larrousse F1        | Larrousse-Ford    | LH94         | Ford HB 3.5 V8               | G          | 20 | Érik Comas             | 1–15        | n/a                           |
| Tourtel Larrousse F1        | Larrousse-Ford    | LH94         | Ford HB 3.5 V8               | G          | 20 | Jean-Denis Délétraz    | 16          | n/a                           |
| Minardi Scuderia Italia     | Minardi-Ford      | M193B M194   | Ford HB 3.5 V8               | G          | 23 | Pierluigi Martini      | Tutti       | Luca Badoer                   |
| Minardi Scuderia Italia     | Minardi-Ford      | M193B M194   | Ford HB 3.5 V8               | G          | 24 | Michele Alboreto       | Tutti       | Luca Badoer                   |
| Ligier Gitanes Blondes      | Ligier-Renault    | JS39B        | Renault RS6 3.5 V10          | G          | 25 | Éric Bernard           | 1–13        | Franck Lagorce                |
| Ligier Gitanes Blondes      | Ligier-Renault    | JS39B        | Renault RS6 3.5 V10          | G          | 25 | Johnny Herbert         | 14          | Franck Lagorce                |
| Ligier Gitanes Blondes      | Ligier-Renault    | JS39B        | Renault RS6 3.5 V10          | G          | 25 | Franck Lagorce         | 15–16       | Franck Lagorce                |
| Ligier Gitanes Blondes      | Ligier-Renault    | JS39B        | Renault RS6 3.5 V10          | G          | 26 | Olivier Panis          | Tutti       | Franck Lagorce                |
| Scuderia Ferrari            | Ferrari           | 412T1 412T1B | Ferrari 043 3.5 V12          | G          | 27 | Jean Alesi             | 1, 4–16     | Nicola Larini                 |
| Scuderia Ferrari            | Ferrari           | 412T1 412T1B | Ferrari 043 3.5 V12          | G          | 27 | Nicola Larini          | 2–3         | Nicola Larini                 |
| Scuderia Ferrari            | Ferrari           | 412T1 412T1B | Ferrari 043 3.5 V12          | G          | 28 | Gerhard Berger         | Tutti       | Nicola Larini                 |
| Sauber Mercedes             | Sauber-Mercedes   | C13          | Mercedes-Benz 2175B 3.5 V10  | G          | 29 | Karl Wendlinger        | 1–4         | n/a                           |
| Sauber Mercedes             | Sauber-Mercedes   | C13          | Mercedes-Benz 2175B 3.5 V10  | G          | 29 | Andrea De Cesaris      | 6–14        | n/a                           |
| Sauber Mercedes             | Sauber-Mercedes   | C13          | Mercedes-Benz 2175B 3.5 V10  | G          | 29 | JJ Lehto               | 15–16       | n/a                           |
| Sauber Mercedes             | Sauber-Mercedes   | C13          | Mercedes-Benz 2175B 3.5 V10  | G          | 30 | Heinz-Harald Frentzen  | Tutti       | n/a                           |
| MTV Simtek Ford             | Simtek-Ford       | S941         | Ford HB 3.5 V8               | G          | 31 | David Brabham          | Tutti       | Andrea Montermini             |
| MTV Simtek Ford             | Simtek-Ford       | S941         | Ford HB 3.5 V8               | G          | 32 | Roland Ratzenberger†   | 1–3         | Andrea Montermini             |
| MTV Simtek Ford             | Simtek-Ford       | S941         | Ford HB 3.5 V8               | G          | 32 | Andrea Montermini      | 5           | Andrea Montermini             |
| MTV Simtek Ford             | Simtek-Ford       | S941         | Ford HB 3.5 V8               | G          | 32 | Jean-Marc Gounon       | 7–13        | Andrea Montermini             |
| MTV Simtek Ford             | Simtek-Ford       | S941         | Ford HB 3.5 V8               | G          | 32 | Domenico Schiattarella | 14, 16      | Andrea Montermini             |
| MTV Simtek Ford             | Simtek-Ford       | S941         | Ford HB 3.5 V8               | G          | 32 | Taki Inoue             | 15          | Andrea Montermini             |
| Pacific Grand Prix Ltd      | Pacific-Ilmor     | PR01         | Ilmor 2175A 3.5 V10          | G          | 33 | Paul Belmondo          | Tutti       | Giovanni Lavaggi Oliver Gavin |
| Pacific Grand Prix Ltd      | Pacific-Ilmor     | PR01         | Ilmor 2175A 3.5 V10          | G          | 34 | Bertrand Gachot        | Tutti       | Giovanni Lavaggi Oliver Gavin |

## Circuiti e gare
In seguito agli eventi di Imola, diversi tracciati subiscono interventi, in parte provvisori, per incrementare il livello di sicurezza nei punti più veloci. In vista del Gran Premio di Spagna, la curva Nissan del circuito di Catalogna viene rallentata con l'installazione prima di essa di una chicane di gomme. Per il Canada, sul circuito di Montréal, viene creata un'altra variante improvvisata nel tratto finale del tracciato, tra il tornante L'Epingle e la curva  Droit du Casino. Altri interventi vengono eseguiti sul circuito di Silverstone per il GP di Gran Bretagna, cioè il rallentamento delle curve Copse, Stowe e Priory e la trasformazione della curva Abbey in una chicane. Per il Gran Premio di Germania all'Hockenheimring viene ridisegnata la terza chicane in modo da essere affrontata ad una velocità inferiore. Il circuito di Spa-Francorchamps, che ospita la gara belga, subisce invece la modifica temporanea della curva Eau Rouge in una chicane.
Lo svolgimento del Gran Premio d'Italia a Monza viene messo in pericolo a causa di diverse difficoltà emerse in sede di adeguamento agli standard di sicurezza, sia dal punto di vista burocratico sia da quello ambientale: infatti la realizzazione del progetto proposto dai piloti, cioè l'allargamento delle vie di fuga del tracciato, avrebbe comportato l'abbattimento di diversi alberi del parco, il che trova l'opposizione da parte della sovrintendenza ai beni culturali; la situazione di stallo nell'attuazione dei lavori porta il 12 agosto all'annullamento della gara da parte della FIA, che però pochi giorni dopo rivede la decisione, accettando un diverso progetto: alla fine il tracciato brianzolo subisce interventi alla seconda di Lesmo, resa sensibilmente più lenta.
In vista del Portogallo, il circuito di Estoril viene rivisto nella curva Tanque, rapida piega verso destra rimpiazzata dalla chicane Gancho, costituita da due tornanti, uno a sinistra e uno a destra in salita. Riguardo al circuito di Jerez, che, dopo aver ospitato il Gran Premio di Spagna dal 1986 al 1990, accoglie il GP d'Europa, rispetto alle edizioni disputatesi in precedenza sono presenti il curvone Sito Pons e, per motivi di sicurezza, la chicane Senna al posto della rapida curva dietro ai box.

## Riprese televisive
In Italia i Gran Premi di Formula 1 del 1994 furono trasmessi dapprima sulle reti Fininvest come Italia 1 e Canale 5, col commento di Andrea De Adamich e Guido Schittone e la partecipazione degli inviati dai box come Claudia Peroni e Giorgio Piola (futuro inviato dai box anche nelle reti Rai), all'interno di due programmi televisivi sportivi che trattavano solo di motori come Grand Prix e Formula 1 '94 per R.T.I. Sport, e poi su Rai 2 (che trasmise anche il tragico Gran Premio di Imola) col commento di Mario Poltronieri e Clay Regazzoni, con Ezio Zermiani e Gianfranco Palazzoli, anche in questo caso in Eurovisione all'interno di alcuni programmi televisivi sportivi in onda dal giovedì alla domenica.

## Modifiche al regolamento

### Regolamento tecnico
Tra le novità regolamentari per la stagione viene attuata la messa al bando degli aiuti elettronici ai piloti, per restituire un ruolo più determinante ad essi piuttosto che alle vetture. Tra i dispositivi vietati figurano le sospensioni attive, il traction control, il cambio automatico, le quattro ruote motrici, l'ABS, i freni assistiti, il differenziale elettronico e la telemetria bidirezionale. Viene inoltre introdotto un ulteriore elemento tattico con il ritorno dei rifornimenti durante la corsa, che porta a una riduzione delle dimensioni dei serbatoi; il dispositivo per il rabbocco di carburante è il medesimo per tutte le scuderie e viene fornito dalla FIA.
In seguito ai fatti del GP di San Marino, a partire dal Gran Premio di Spagna vengono invece introdotte altre modifiche al regolamento, con lo scopo di diminuire la velocità delle vetture e incrementare il livello di sicurezza. Tra queste vi sono la riduzione delle dimensioni dell'alettone anteriore e dei diffusori e ritocchi ai deflettori laterali, per diminuire il carico aerodinamico. A partire dal successivo GP del Canada viene ridotta l'efficacia della presa d'aria del motore e imposto l'impiego di carburanti commerciali per ridurre la potenza dei propulsori. Inoltre vengono eseguiti altri interventi riguardanti l'abitacolo volti a migliorare la sicurezza per i piloti. Per il Gran Premio di Germania si decide di installare uno scalino sul fondo piatto, dello spessore di un centimetro, per ridurre l'effetto suolo.

### Regolamento sportivo
Rispetto alla stagione precedente, il numero dei partecipanti sale a 28; a seguito delle due sessioni di qualifica, i primi 26 piloti vengono ammessi alla gara. A partire dal Gran Premio di Monaco viene imposto un limite di velocità alle vetture nella corsia dei box, anche in gara.

## Riassunto della stagione

### Gran Premio del Brasile
Alla vigilia del primo appuntamento stagionale il grande favorito per la conquista del titolo è il brasiliano Ayrton Senna, passato alla Williams, la vettura più competitiva degli ultimi anni. Nonostante i test invernali non si siano rivelati particolarmente eccezionali e il brasiliano si sia più volte lamentato della vettura, Senna riesce ad ottenere la pole position nel primo Gran Premio della stagione in Brasile. Dietro di lui Michael Schumacher e Jean Alesi.
Al via Senna scatta in testa e comanda la prima parte della gara, seguito a breve distanza da Schumacher; dopo il pit stop il tedesco prende però la testa della corsa per non lasciarla più. Il brasiliano, nel tentativo di tornare al comando, spinge troppo, compiendo un testacoda senza riuscire più a ripartire. Schumacher vince così il primo Gran Premio della stagione, seguito dall'altra Williams di Damon Hill e dalla Ferrari di Jean Alesi. A punti anche Barrichello, Katayama e Wendlinger.

### Gran Premio del Pacifico
Al secondo appuntamento, in Giappone, nel Gran Premio del Pacifico Senna parte ancora dalla pole, ma alla partenza viene eliminato da Mika Häkkinen che lo manda fuori pista, seguito dal ferrarista Nicola Larini che ha sostituito Alesi infortunatosi nei test. Intanto al quarto giro Hill finisce in testa-coda mentre era terzo e perde varie posizioni che recupererà fino a giungere secondo ma si dovrà ritirare per problemi al cambio. Al secondo posto sale quindi il ferrarista Berger, mentre il comando della corsa è in mano a Schumacher. Terzo giunge infine Barrichello, mentre quarto è Christian Fittipaldi che porta i primi punti alla Footwork, seguito da Frentzen e Comas.

### Gran Premio di San Marino

Ayrton Senna discute con il medico del circus, Sid Watkins, dopo l'incidente mortale dell'austriaco Roland Ratzenberger nelle qualifiche di Imola; il brasiliano perirà il giorno dopo in gara, in quello che sarà ricordato come uno dei Gran Premi più tragici nella storia della Formula 1.

Si giunge quindi al Gran Premio di San Marino con Schumacher solo in testa alla classifica. L'evento prende una brutta piega già nella giornata di venerdì, quando il giovane Barrichello della Jordan è protagonista di un terribile incidente alla Variante Bassa: immediatamente soccorso, si teme il peggio, ma fortunatamente il pilota non riporta gravi conseguenze se non alcune contusioni al braccio e al naso; i medici gli vietano precauzionalmente di prendere parte alla gara e alle qualifiche. Il giorno dopo, una tragedia si abbatte sul mondo della Formula 1: nel corso della sessione pomeridiana delle qualifiche Roland Ratzenberger della Simtek si schianta mortalmente contro il muro della curva intitolata a Gilles Villeneuve, incidente dovuto alla probabile rottura dell'ala anteriore. In un clima di tensione e paura, Senna ottiene la terza pole position consecutiva, preparando al contempo una bandiera austriaca per onorare Ratzenberger nel caso in cui vincesse la corsa.
Al via un terribile incidente che coinvolge la Lotus di Pedro Lamy e la Benetton di JJ Lehto causa il ferimento di una decina di tifosi. All'inizio del settimo giro, alle ore 14:17, la Williams di Senna esce di pista al Tamburello a causa del cedimento del piantone dello sterzo causando lo schianto contro le barriere di protezione, con un'angolazione di 45° tale per cui la sospensione perfora il casco del pilota andando a conficcarsi nella testa. Il brasiliano morirà poche ore dopo per le gravi lesioni riportate al cervello. Proprio durante il dramma in pista Comas, che non si accorge della bandiera rossa, esce dai box e rischia di schiantarsi contro l'elicottero di soccorso, atterrato in pista. La gara continua e si sfiora nuovamente la tragedia: Alboreto perde uno pneumatico all'interno della corsia dei box e ferisce vari meccanici, questa volta per fortuna non gravemente. La corsa si conclude, in un'atmosfera a dir poco surreale, con la vittoria di Schumacher: sul podio, al fianco del tedesco, si uniscono il ferrarista Larini e il finlandese Häkkinen. Punti iridati anche per Wendlinger, Katayama e Hill.

### Gran Premio di Monaco
Ancora una volta sulla Formula 1 si rischia una tragedia: nella successiva corsa, a Montecarlo, l'austriaco Wendlinger durante le prove del giovedì si schianta con la sua Sauber all'uscita del tunnel contro le barriere di protezione. Estratto dalla vettura in coma viene portato in ospedale, si salverà ma la sua carriera sarà stroncata irrimediabilmente. In qualificazione, Schumacher, che ha perso il suo più grande rivale Senna, centra la prima pole in carriera davanti ad Häkkinen. Al via Hill e Häkkinen si toccano eliminandosi a vicenda. La gara non riserva grandi emozioni e Schumacher ottiene una vittoria facile davanti a Martin Brundle su McLaren e Gerhard Berger su Ferrari. A punti anche Andrea De Cesaris su Jordan, che sostituisce lo squalificato Eddie Irvine, Jean Alesi e Michele Alboreto con la Minardi.

### Gran Premio di Spagna
In Spagna la Williams torna al successo grazie a Damon Hill, favorito anche dai guai di Schumacher. Al tedesco si blocca infatti il cambio in quinta marcia, ma nonostante ciò conclude la gara secondo, alle spalle del pilota inglese. Anche in Spagna un altro incidente; l'italiano Andrea Montermini si schianta contro le barriere di protezioni dell'ultima, velocissima curva del tracciato, riportando ferite a entrambi i piedi che, seppur non particolarmente serie, costringeranno il pilota italiano a un lungo stop. Per quanto riguarda la gara si rivede sul podio (per l'ultima volta) la Tyrrell con Mark Blundell, che si lascia alle spalle anche Alesi. A punti anche Pierluigi Martini con la Minardi ed Eddie Irvine rientrato dalla squalifica con la Jordan. Debutta inoltre in Formula 1 lo scozzese David Coulthard come sostituto di Ayrton Senna.

### Gran Premio del Canada
In Canada ritorna dominatore incontrastato Schumacher, autore di uno hat trick, con Damon Hill secondo seguito da Alesi e Berger, che soffia la quarta piazza a Morbidelli costretto al ritiro a pochi giri dal termine. A punti anche Coulthard e JJ Lehto, l'ultimo favorito dalla squalifica di Christian Fittipaldi a causa del sottopeso della vettura.

### Gran Premio di Francia

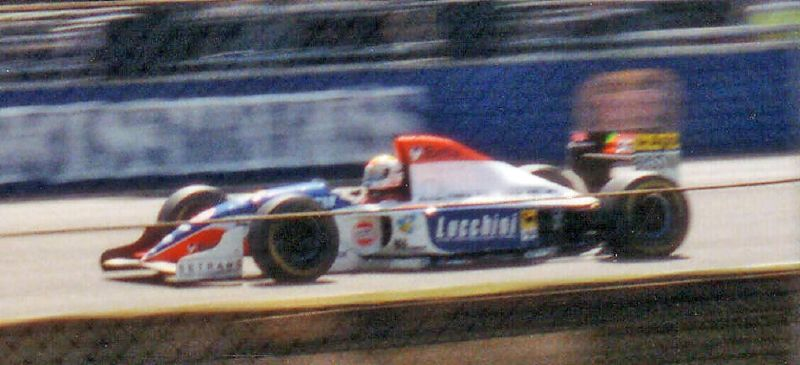
Pierluigi Martini, qui impegnato alla guida della Minardi nel corso del Gran Premio di Gran Bretagna, ottiene i primi punti stagionali in Francia.

In Francia si ha il ritorno in Formula 1 di Nigel Mansell al posto di Coulthard, ma la sua gara durerà solo 45 giri quando verrà costretto al ritiro. Ancora una volta si impone Michael Schumacher con Hill alle sue spalle insieme a Berger e a Heinz Harald Frentzen. A punti anche Martini e De Cesaris.

### Gran Premio di Gran Bretagna
Al Gran Premio di Gran Bretagna Schumacher commette il suo primo errore della stagione: nel giro di ricognizione supera due volte Hill, in pole position. Questo provoca uno stop-and-go, ma il tedesco, su consiglio della squadra, non lo rispetta. Gli viene allora esposta la bandiera nera, ma ancora una volta Schumacher non obbedisce e, dopo aver scontato soltanto lo stop-and-go di 5 secondi, termina tranquillamente la sua gara in seconda posizione.  Il consiglio mondiale della FIA deciderà successivamente di punire il tedesco con due gare di squalifica e con l'annullamento del secondo posto conseguito. La Benetton-Ford, presenta appello, la cui discussione è fissata per fine agosto: in questo modo Schumacher potrà partecipare alla gara di casa. Vince la gara Hill seguito da Alesi e Häkkinen che completano il podio, mentre a punti vanno Barrichello, Coulthard e Katayama.

### Gran Premio di Germania

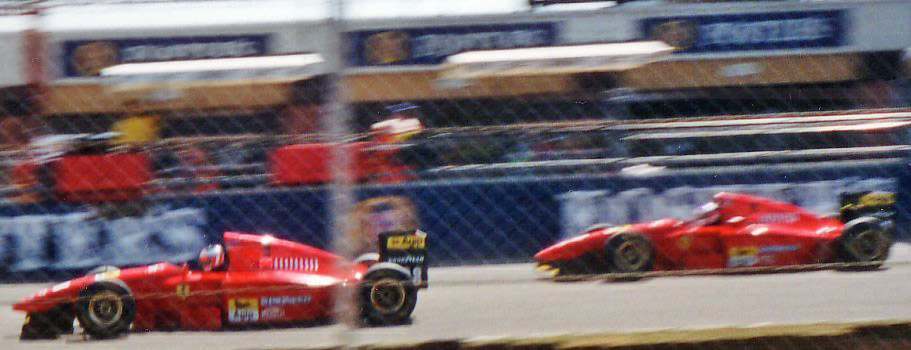
Le due Ferrari in occasione del Gran Premio di Gran Bretagna: nella gara successiva, tenutasi ad Hockenheim, la Ferrari, grazie a Berger, torna a vincere un Gran Premio a distanza di quattro anni.

In Germania finalmente la Ferrari torna alla vittoria, a distanza di quattro anni dall'ultimo successo che il Cavallino aveva ottenuto con Alain Prost nel Gp di Spagna 1990. Artefice del successo è l'austriaco Berger che domina sia in prova che in gara, mentre il compagno Alesi, partito in seconda posizione, è costretto al ritiro dopo poche centinaia di metri per problemi elettrici. I due contendenti al titolo, invece, sono entrambi fuori dalla zona punti; Hill giunge ottavo (anche a causa di una supplementare sosta ai box, dopo essere stato coinvolto in un maxi-incidente al via) e Schumacher si ritira per problemi di motore, dopo una intensa lotta con la Ferrari di Berger. Il podio viene così completato dalle due Ligier di Olivier Panis ed Éric Bernard, mentre gli altri punti sono conquistati da Fittipaldi, Morbidelli e Comas. Ancora una tragedia sfiorata, stavolta ai box quando la Benetton di Jos Verstappen prende fuoco durante il rifornimento. Il pilota olandese se la caverà fortunatamente solo con lievi ustioni alle mani e al viso.

### Gran Premio d'Ungheria

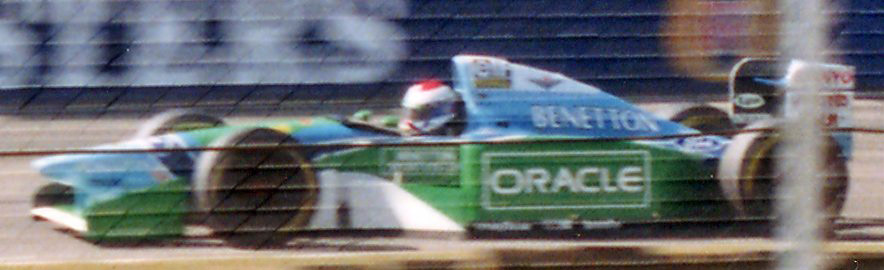
Jos Verstappen, terzo classificato in Ungheria, ottiene il suo miglior risultato in carriera a poche settimane di distanza dal terribile incidente occorsogli in Germania.

In Ungheria Schumacher torna alla vittoria e non ha rivali in una gara abbastanza monotona che vede il primo podio di Verstappen. A punti anche Brundle, Blundell e Panis.

### Gran Premio del Belgio
Al Gran Premio del Belgio ancora una squalifica per Schumacher. Il tedesco stavolta vince regolarmente, ma poche ore dopo viene squalificato perché il fondo della vettura risulta troppo rovinato, probabilmente anche a causa di un testacoda del pilota tedesco durante la gara. Vittoria che va quindi a Damon Hill, seguito da Häkkinen e Verstappen, con Coulthard che giunge quarto con l'altra Williams. Mark Blundell e Gianni Morbidelli si accaparrano gli ultimi punti disponibili.

### Gran Premio d'Italia

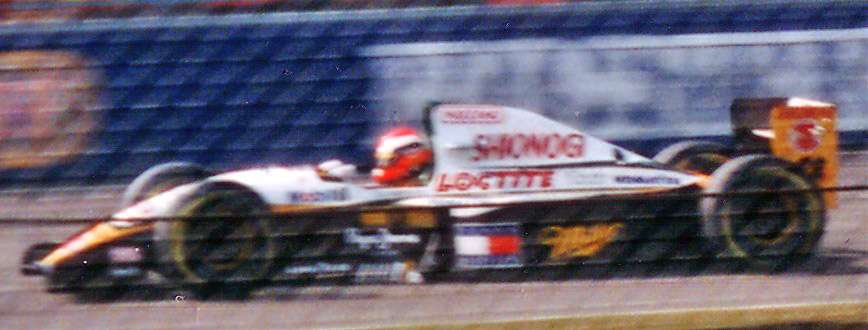
Johnny Herbert, qui ritratto a Silverstone, è autore di una grande qualifica a Monza.

In Italia, senza Schumacher, sembra tutto fatto per la Ferrari che conquista la prima fila con Alesi in pole e domina la prima parte di gara. Alla prima sosta però, Alesi, rimane fermo e non riesce a ripartire. Inoltre Berger è ostacolato da Panis e da una condizione fisica non ottimale, a causa di un incidente nel warm-up alla Variante Della Roggia. Tutti fattori che portano alla vittoria di Damon Hill che con il suo rivale fuori anche per la gara successiva comincia a sperare di poter lottare per la conquista del titolo. Completano il podio Berger e Häkkinen. Verstappen e Lehto chiamati a difendere i colori Benetton sembrano non poter niente contro lo strapotere Williams e si arrendono senza neanche raggiungere la zona punti, che invece è conquistata da Barrichello, Brundle e Coulthard, quest'ultimo a lungo in seconda posizione ma che rimane senza benzina a poche centinaia di metri dal traguardo.

### Gran Premio del Portogallo

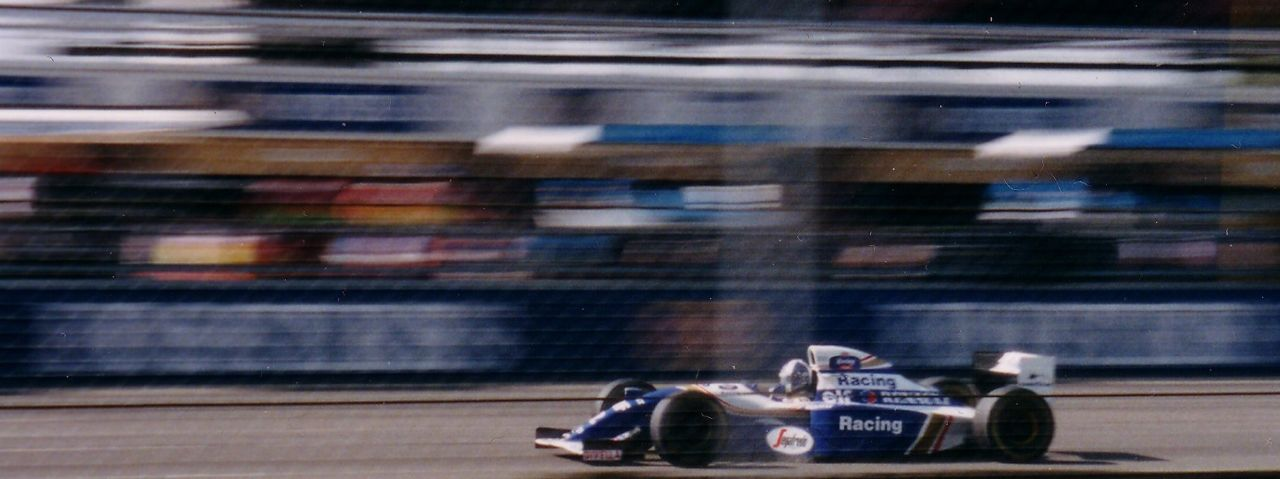
David Coulthard al Gran Premio di Gran Bretagna: all'Estoril il pilota scozzese ottiene il primo podio in carriera.

Doppietta Williams in Portogallo con Hill primo e Coulthard secondo, con Berger che poteva evitare il tutto se il suo cambio non si fosse fuso dopo 7 giri quando era secondo dopo essere partito dalla pole. Il podio è completato da Mika Häkkinen, mentre la zona punti è completata da Barrichello, Verstappen e Brundle. Coulthard lascerà il volante della Williams n. 2 a Nigel Mansell per le ultime tre gare.

### Gran Premio d'Europa
A Jerez ritorna Schumacher e vince, proprio davanti al suo rivale Hill, che si era portato a un punto di distanza dal tedesco in classifica. Vittoria ottenuta grazie a un'ottima strategia: infatti Schumacher si è portato in testa dopo le soste ai box e non ha concesso alcuna chance a Hill. Dietro ai due ancora a podio Häkkinen seguito da Irvine, Berger e Frentzen.

### Gran Premio del Giappone
Al Gran Premio del Giappone è il diluvio e Schumacher parte in pole, comandando la gara. Presto esce la safety car e i piloti si accodano. Martin Brundle, però, esce di pista e investe un commissario di percorso. Si decide quindi per una nuova partenza e la classifica finale sarà data per somma dei tempi. Schumacher è in testa, ma la strategia con una sosta in più di Hill, seppur nettamente più lento del rivale sul bagnato, lo relegherà al secondo posto a soli 4 secondi dalla testa e a giocarsi il mondiale all'ultima gara con un solo punto di vantaggio. Dietro i due battistrada sul podio va anche Alesi dopo un duello estenuante con Mansell, seguiti da Eddie Irvine e Heinz Harald Frentzen.

### Gran Premio d'Australia
In Australia la pole position è di Nigel Mansell, però Michael Schumacher, secondo nelle qualifiche e uscito anche indenne da un brutto incidente nelle prove del venerdì, è il più rapido al via portandosi subito al comando, e nella prima parte di gara riesce a rimanere in testa facendo un tira e molla con Hill, mantenendo un vantaggio sull'inglese attorno al secondo. Al 36º giro, però il tedesco commette un errore andando a toccare un muro; dopo l'urto rientra in pista mentre sopraggiunge Damon Hill che tenta il sorpasso nella successiva curva a destra. Schumacher chiude la traiettoria (secondo molti con l'intenzione di cercare l'incidente), Hill non riesce a evitare il contatto col tedesco che finisce la sua gara nelle barriere, mentre l'inglese danneggia la monoposto in maniera irreparabile (piegando una sospensione), impossibilitandolo a procedere oltre, nonostante una disperata quanto inutile sosta ai box.
Tale incidente, che per certi versi ricorda i duelli "fisici" tra Senna e Prost nel biennio 1989-1990, suscita grandi polemiche sulla condotta di Schumacher, ma la FIA classifica l'incidente come un normale episodio di gara, non riscontrando prove di una intenzionalità del contatto da parte del tedesco.
Schumacher che aveva 1 punto di vantaggio all'inizio del GP, lo mantiene grazie a questa collisione e si aggiudica il suo primo titolo mondiale, che nella conferenza stampa post-gara dedicherà ad Ayrton Senna.
Il comando della gara è poi preso da Nigel Mansell, il "Leone", tallonato dalla Ferrari di Berger, competitiva in gara dopo delle difficili qualifiche. Nei pit-stop l'austriaco passa in testa, ma un errore a poche curve dalla fine concederà l'ultima vittoria all'inglese della Williams. Completa poi il podio Martin Brundle.
Il titolo piloti è così vinto per un solo punto (92 a 91) da Michael Schumacher, mentre il titolo costruttori è conquistato dalla Williams con 15 lunghezze di vantaggio sulla Benetton.

## Risultati

### Risultati dei Gran Premi
| Nº | Gran Premio                  | Circuito                         | Pole position      | Giro veloce        | Pilota vincitore   | Costruttore vincitore | Resoconto |
| -- | ---------------------------- | -------------------------------- | ------------------ | ------------------ | ------------------ | --------------------- | --------- |
| 1  | Gran Premio del Brasile      | Autodromo José Carlos Pace       | Ayrton Senna       | Michael Schumacher | Michael Schumacher | Benetton-Ford         | Resoconto |
| 2  | Gran Premio del Pacifico     | TI Circuit                       | Ayrton Senna       | Michael Schumacher | Michael Schumacher | Benetton-Ford         | Resoconto |
| 3  | Gran Premio di San Marino    | Autodromo Enzo e Dino Ferrari    | Ayrton Senna       | Damon Hill         | Michael Schumacher | Benetton-Ford         | Resoconto |
| 4  | Gran Premio di Monaco        | Circuito di Monte Carlo          | Michael Schumacher | Michael Schumacher | Michael Schumacher | Benetton-Ford         | Resoconto |
| 5  | Gran Premio di Spagna        | Circuito di Barcellona-Catalogna | Michael Schumacher | Michael Schumacher | Damon Hill         | Williams-Renault      | Resoconto |
| 6  | Gran Premio del Canada       | Circuit Gilles Villeneuve        | Michael Schumacher | Michael Schumacher | Michael Schumacher | Benetton-Ford         | Resoconto |
| 7  | Gran Premio di Francia       | Circuit de Nevers Magny-Cours    | Damon Hill         | Damon Hill         | Michael Schumacher | Benetton-Ford         | Resoconto |
| 8  | Gran Premio di Gran Bretagna | Silverstone                      | Damon Hill         | Damon Hill         | Damon Hill         | Williams-Renault      | Resoconto |
| 9  | Gran Premio di Germania      | Hockenheimring                   | Gerhard Berger     | David Coulthard    | Gerhard Berger     | Ferrari               | Resoconto |
| 10 | Gran Premio d'Ungheria       | Hungaroring                      | Michael Schumacher | Michael Schumacher | Michael Schumacher | Benetton-Ford         | Resoconto |
| 11 | Gran Premio del Belgio       | Circuito di Spa-Francorchamps    | Rubens Barrichello | Damon Hill         | Damon Hill         | Williams-Renault      | Resoconto |
| 12 | Gran Premio d'Italia         | Autodromo Nazionale Monza        | Jean Alesi         | Damon Hill         | Damon Hill         | Williams-Renault      | Resoconto |
| 13 | Gran Premio del Portogallo   | Autódromo do Estoril             | Gerhard Berger     | David Coulthard    | Damon Hill         | Williams-Renault      | Resoconto |
| 14 | Gran Premio d'Europa         | Circuito Permanente de Jerez     | Michael Schumacher | Michael Schumacher | Michael Schumacher | Benetton-Ford         | Resoconto |
| 15 | Gran Premio del Giappone     | Suzuka Circuit                   | Michael Schumacher | Damon Hill         | Damon Hill         | Williams-Renault      | Resoconto |
| 16 | Gran Premio d'Australia      | Adelaide Street Circuit          | Nigel Mansell      | Michael Schumacher | Nigel Mansell      | Williams-Renault      | Resoconto |

## Classifiche

### Sistema di punteggio
| Posizione | 1ª | 2ª | 3ª | 4ª | 5ª | 6ª |
| Punti     | 10 | 6  | 4  | 3  | 2  | 1  |

### Classifica piloti
| Pos. | Pilota                 |     |     |     |     |     |     |     |     |     |     |     |     |     |     |     |     | Punti |
| ---- | ---------------------- | --- | --- | --- | --- | --- | --- | --- | --- | --- | --- | --- | --- | --- | --- | --- | --- | ----- |
| 1    | Michael Schumacher     | 1   | 1   | 1   | 1   | 2   | 1   | 1   | SQ  | Rit | 1   | SQ  | ES  | ES  | 1   | 2   | Rit | 92    |
| 2    | Damon Hill             | 2   | Rit | 6   | Rit | 1   | 2   | 2   | 1   | 8   | 2   | 1   | 1   | 1   | 2   | 1   | Rit | 91    |
| 3    | Gerhard Berger         | Rit | 2   | Rit | 3   | Rit | 4   | 3   | Rit | 1   | 12* | Rit | 2   | Rit | 5   | Rit | 2   | 41    |
| 4    | Mika Häkkinen          | Rit | Rit | 3   | Rit | Rit | Rit | Rit | 3   | Rit | ES  | 2   | 3   | 3   | 3   | 7   | 12* | 26    |
| 5    | Jean Alesi             | 3   |     |     | 5   | 4   | 3   | Rit | 2   | Rit | Rit | Rit | Rit | Rit | 10  | 3   | 6   | 24    |
| 6    | Rubens Barrichello     | 4   | 3   | NQ  | Rit | Rit | 7   | Rit | 4   | Rit | Rit | Rit | 4   | 4   | 12  | Rit | 4   | 19    |
| 7    | Martin Brundle         | Rit | Rit | 8   | 2   | 11* | Rit | Rit | Rit | Rit | 4*  | Rit | 5   | 6   | Rit | Rit | 3   | 16    |
| 8    | David Coulthard        |     |     |     |     | Rit | 5   |     | 5   | Rit | Rit | 4   | 6*  | 2   |     |     |     | 14    |
| 9    | Nigel Mansell          |     |     |     |     |     |     | Rit |     |     |     |     |     |     | Rit | 4   | 1   | 13    |
| 10   | Jos Verstappen         | Rit | Rit |     |     |     |     | Rit | 8   | Rit | 3   | 3   | Rit | 5   | Rit |     |     | 10    |
| 11   | Olivier Panis          | 11  | 9   | 11  | 9   | 7   | 12  | Rit | 12  | 2   | 6   | 7   | 10  | SQ  | 9   | 11  | 5   | 9     |
| 12   | Mark Blundell          | Rit | Rit | 9   | Rit | 3   | 10* | 10  | Rit | Rit | 5   | 5   | Rit | Rit | 13  | Rit | Rit | 8     |
| 13   | Heinz-Harald Frentzen  | Rit | 5   | 7   | NP  | Rit | Rit | 4   | 7   | Rit | Rit | Rit | Rit | Rit | 6   | 6   | 7   | 7     |
| 14   | Nicola Larini          |     | Rit | 2   |     |     |     |     |     |     |     |     |     |     |     |     |     | 6     |
| 15   | Christian Fittipaldi   | Rit | 4   | 13* | Rit | Rit | SQ  | 8   | 9   | 4   | 14* | Rit | Rit | 8   | 17  | 8   | 8   | 6     |
| 16   | Eddie Irvine           | Rit | ES  | ES  | ES  | 6   | Rit | Rit | Rit | Rit | Rit | 13* | Rit | 7   | 4   | 5   | Rit | 6     |
| 17   | Ukyo Katayama          | 5   | Rit | 5   | Rit | Rit | Rit | Rit | 6   | Rit | Rit | Rit | Rit | Rit | 7   | Rit | Rit | 5     |
| 18   | Éric Bernard           | Rit | 10  | 12  | Rit | 8   | 13  | Rit | 13  | 3   | 10  | 10  | 7   | 10  | 18  |     |     | 4     |
| 19   | Karl Wendlinger        | 6   | Rit | 4   | NP  |     |     |     |     |     |     |     |     |     |     |     |     | 4     |
| 20   | Andrea De Cesaris      |     |     | Rit | 4   |     | Rit | 6   | Rit | Rit | Rit | Rit | Rit | Rit | Rit |     |     | 4     |
| 21   | Pierluigi Martini      | 8   | Rit | Rit | Rit | 5   | 9   | 5   | 10  | Rit | Rit | 8   | Rit | 12  | 15  | Rit | 9   | 4     |
| 22   | Gianni Morbidelli      | Rit | Rit | Rit | Rit | Rit | Rit | Rit | Rit | 5   | Rit | 6   | Rit | 9   | 11  | Rit | Rit | 3     |
| 23   | Érik Comas             | 9   | 6   | Rit | 10  | Rit | Rit | 11* | Rit | 6   | 8   | Rit | 8   | Rit | Rit | 9   |     | 2     |
| 24   | JJ Lehto               |     |     | Rit | 7   | Rit | 6   |     |     |     |     |     | 9   | Rit |     | Rit | 10  | 1     |
| 25   | Michele Alboreto       | Rit | Rit | Rit | 6   | Rit | 11  | Rit | Rit | Rit | 7   | 9   | Rit | 13  | 14  | Rit | Rit | 1     |
| 26   | Johnny Herbert         | 7   | 7   | 10  | Rit | Rit | 8   | 7   | 11  | Rit | Rit | 12  | Rit | 11  | 8   | Rit | Rit | 0     |
| 27   | Olivier Beretta        | Rit | Rit | Rit | 8   | Rit | Rit | Rit | 14  | 7   | 9   |     |     |     |     |     |     | 0     |
| 28   | Pedro Lamy             | 10  | 8   | Rit | 11  |     |     |     |     |     |     |     |     |     |     |     |     | 0     |
| 29   | Jean-Marc Gounon       |     |     |     |     |     |     | 9   | 16  | Rit | Rit | 11  | Rit | 15  |     |     |     | 0     |
| 30   | Alessandro Zanardi     |     |     |     |     | 9   | 15  | Rit | Rit | Rit | 13  |     | Rit |     | 16  | 13  | Rit | 0     |
| 31   | David Brabham          | 12  | Rit | Rit | Rit | 10  | 14  | Rit | 15  | Rit | 11  | Rit | Rit | Rit | Rit | 12  | Rit | 0     |
| 32   | Mika Salo              |     |     |     |     |     |     |     |     |     |     |     |     |     |     | 10  | Rit | 0     |
| 33   | Franck Lagorce         |     |     |     |     |     |     |     |     |     |     |     |     |     |     | Rit | 11  | 0     |
| 34   | Roland Ratzenberger    | NQ  | 11  | NP  |     |     |     |     |     |     |     |     |     |     |     |     |     | 0     |
| 35   | Yannick Dalmas         |     |     |     |     |     |     |     |     |     |     |     | Rit | 14  |     |     |     | 0     |
| 36   | Philippe Adams         |     |     |     |     |     |     |     |     |     |     | Rit |     | 16  |     |     |     | 0     |
| 37   | Domenico Schiattarella |     |     |     |     |     |     |     |     |     |     |     |     |     | 19  |     | Rit | 0     |
| –    | Bertrand Gachot        | Rit | NQ  | Rit | Rit | Rit | Rit | NQ  | NQ  | NQ  | NQ  | NQ  | NQ  | NQ  | NQ  | NQ  | NQ  | 0     |
| –    | Ayrton Senna           | Rit | Rit | Rit |     |     |     |     |     |     |     |     |     |     |     |     |     | 0     |
| –    | Hideki Noda            |     |     |     |     |     |     |     |     |     |     |     |     |     | Rit | Rit | Rit | 0     |
| –    | Paul Belmondo          | NQ  | NQ  | NQ  | Rit | Rit | NQ  | NQ  | NQ  | NQ  | NQ  | NQ  | NQ  | NQ  | NQ  | NQ  | NQ  | 0     |
| –    | Philippe Alliot        |     |     |     |     |     |     |     |     |     | Rit | Rit |     |     |     |     |     | 0     |
| –    | Aguri Suzuki           |     | Rit |     |     |     |     |     |     |     |     |     |     |     |     |     |     | 0     |
| –    | Taki Inoue             |     |     |     |     |     |     |     |     |     |     |     |     |     |     | Rit |     | 0     |
| –    | Jean-Denis Délétraz    |     |     |     |     |     |     |     |     |     |     |     |     |     |     |     | Rit | 0     |
| –    | Andrea Montermini      |     |     |     |     | NQ  |     |     |     |     |     |     |     |     |     |     |     | 0     |
| Pos. | Pilota                 |     |     |     |     |     |     |     |     |     |     |     |     |     |     |     |     | Punti |

| Legenda | 1º posto     | 2º posto | 3º posto    | A punti         | Senza punti/Non class.  | Grassetto – Pole position Corsivo – Giro più veloce |
| Legenda | Squalificato | Ritirato | Non partito | Non qualificato | Solo prove/Terzo pilota | Grassetto – Pole position Corsivo – Giro più veloce |

* Indica quei piloti che non hanno terminato la gara ma sono ugualmente classificati avendo coperto, come previsto dal regolamento, almeno il 90% della distanza totale.

### Classifica costruttori
| Posizione | Scuderia          | Pilota | BRA | PAC | SMR | MON | SPA | CAN | FRA | GBR | GER | UNG | BEL | ITA | POR | EUR | GIA | AUS | Punti |
| --------- | ----------------- | ------ | --- | --- | --- | --- | --- | --- | --- | --- | --- | --- | --- | --- | --- | --- | --- | --- | ----- |
| 1         | Williams-Renault  | 0      | 2   | Rit | 6   | Rit | 1   | 2   | 2   | 1   | 8   | 2   | 1   | 1   | 1   | 2   | 1   | Rit | 118   |
| 1         | Williams-Renault  | 2      | Rit | Rit | Rit |     | Rit | 5   | Rit | 5   | Rit | Rit | 4   | 6*  | 2   | Rit | 4   | 1   | 118   |
| 2         | Benetton-Ford     | 5      | 1   | 1   | 1   | 1   | 2   | 1   | 1   | SQ  | Rit | 1   | SQ  | 9   | Rit | 1   | 2   | Rit | 103   |
| 2         | Benetton-Ford     | 6      | Rit | Rit | Rit | 7   | Rit | 6   | Rit | 8   | Rit | 3   | 3   | Rit | 5   | Rit | Rit | Rit | 103   |
| 3         | Ferrari           | 27     | 3   | Rit | 2   | 5   | 4   | 3   | Rit | 2   | Rit | Rit | Rit | Rit | Rit | 10  | 3   | 6   | 71    |
| 3         | Ferrari           | 28     | Rit | 2   | Rit | 3   | Rit | 4   | 3   | Rit | 1   | 12* | Rit | 2   | Rit | 5   | Rit | 2   | 71    |
| 4         | McLaren-Peugeot   | 7      | Rit | Rit | 3   | Rit | Rit | Rit | Rit | 3   | Rit | Rit | 2   | 3   | 3   | 3   | 7   | 12* | 42    |
| 4         | McLaren-Peugeot   | 8      | Rit | Rit | 8   | 2   | 11* | Rit | Rit | Rit | Rit | 4*  | Rit | 5   | 6   | Rit | Rit | 3   | 42    |
| 5         | Jordan-Hart       | 14     | 4   | 3   | NQ  | Rit | Rit | 7   | Rit | 4   | Rit | Rit | Rit | 4   | 4   | 12  | Rit | 4   | 28    |
| 5         | Jordan-Hart       | 15     | Rit | Rit | Rit | 4   | 6   | Rit | Rit | Rit | Rit | Rit | 13* | Rit | 7   | 4   | 5   | Rit | 28    |
| 6         | Ligier-Renault    | 25     | Rit | 10  | 12  | Rit | 8   | 13  | Rit | 13  | 3   | 10  | 10  | 7   | 10  | 8   | Rit | 11  | 13    |
| 6         | Ligier-Renault    | 26     | 11  | 9   | 11  | 9   | 7   | 12  | Rit | 12  | 2   | 6   | 7   | 10  | SQ  | 9   | 11  | 5   | 13    |
| 7         | Tyrrell-Yamaha    | 3      | 5   | Rit | 5   | Rit | Rit | Rit | Rit | 6   | Rit | Rit | Rit | Rit | Rit | 7   | Rit | Rit | 13    |
| 7         | Tyrrell-Yamaha    | 4      | Rit | Rit | 9   | Rit | 3   | 10* | 10  | Rit | Rit | 5   | 5   | Rit | Rit | 13  | Rit | Rit | 13    |
| 8         | Sauber-Mercedes   | 29     | 6   | Rit | 4   | NP  |     | Rit | 6   | Rit | Rit | Rit | Rit | Rit | Rit | Rit | Rit | 10  | 12    |
| 8         | Sauber-Mercedes   | 30     | Rit | 5   | 7   | NP  | Rit | Rit | 4   | 7   | Rit | Rit | Rit | Rit | Rit | 6   | 6   | 7   | 12    |
| 9         | Footwork-Ford     | 9      | Rit | Rit | Rit | Rit | Rit | Rit | Rit | Rit | 5   | Rit | 6   | Rit | 9   | 11  | Rit | Rit | 9     |
| 9         | Footwork-Ford     | 10     | Rit | 4   | 13* | Rit | Rit | SQ  | 8   | 9   | 4   | 14* | Rit | Rit | 8   | 17  | 8   | 8   | 9     |
| 10        | Minardi-Ford      | 23     | 8   | Rit | Rit | Rit | 5   | 9   | 5   | 10  | Rit | Rit | 8   | Rit | 12  | 15  | Rit | 9   | 5     |
| 10        | Minardi-Ford      | 24     | Rit | Rit | Rit | 6   | Rit | 11  | Rit | Rit | Rit | 7   | 9   | Rit | 13  | 14  | Rit | Rit | 5     |
| 11        | Larrousse-Ford    | 19     | 9   | 6   | Rit | 10  | Rit | Rit | 11* | Rit | 6   | 8   | Rit | 8   | Rit | Rit | 9   | Rit | 2     |
| 11        | Larrousse-Ford    | 20     | Rit | Rit | Rit | 8   | Rit | Rit | Rit | 14  | 7   | 9   | Rit | Rit | 14  | Rit | Rit | Rit | 2     |
| 12        | Lotus-Mugen-Honda | 11     | 7   | 7   | 10  | Rit | Rit | 8   | 7   | 11  | Rit | Rit | 12  | Rit | 11  | 18  | 10  | Rit | 0     |
| 12        | Lotus-Mugen-Honda | 12     | 10  | 8   | Rit | 11  | 9   | 15  | Rit | Rit | Rit | 13  | Rit | Rit | 16  | 16  | 13  | Rit | 0     |
| 13        | Simtek-Ford       | 31     | 12  | Rit | Rit | Rit | 10  | 14  | Rit | 15  | Rit | 11  | Rit | Rit | Rit | Rit | 12  | Rit | 0     |
| 13        | Simtek-Ford       | 32     | NQ  | 11  | NP  |     | NQ  |     | 9   | 16  | Rit | Rit | 11  | Rit | 15  | 19  | Rit | Rit | 0     |
| 14        | Pacific-Ilmor     | 33     | NQ  | NQ  | NQ  | Rit | Rit | NQ  | NQ  | NQ  | NQ  | NQ  | NQ  | NQ  | NQ  | NQ  | NQ  | NQ  | 0     |
| 14        | Pacific-Ilmor     | 34     | Rit | NQ  | Rit | Rit | Rit | Rit | NQ  | NQ  | NQ  | NQ  | NQ  | NQ  | NQ  | NQ  | NQ  | NQ  | 0     |
| Posizione | Costruttore       | Pilota | BRA | PAC | SMR | MON | SPA | CAN | FRA | GBR | GER | UNG | BEL | ITA | POR | EUR | GIA | AUS | Punti |

| Colore  | Risultati                                                         |
| ------- | ----------------------------------------------------------------- |
| Oro     | Vincitore                                                         |
| Argento | 2º posto                                                          |
| Bronzo  | 3º posto                                                          |
| Verde   | Finita, a punti                                                   |
| Blu     | Finita, senza punti Finita, non classificato (NC)                 |
| Viola   | Non finita (Rit)                                                  |
| Rosso   | Non qualificato (NQ) Non pre-qualificato (NPQ)                    |
| Nero    | Squalificato (SQ)                                                 |
| Bianco  | Non partito (NP)                                                  |
| Celeste | Disputa solo le prove (SP)                                        |
| Celeste | Iscritto alle prove libere - Terzo pilota (TP) - dal 2003 al 2006 |
| Vuoto   | Non prende parte alle prove (NPR)                                 |
| Vuoto   | Iscritto ma non presente, non arrivato (NA)                       |
| Vuoto   | Ritirato prima dell'evento (WD)                                   |
| Vuoto   | Infortunato (INF)                                                 |
| Vuoto   | Escluso (ES)                                                      |
| Vuoto   | Gara cancellata (C)                                               |

* Indica quei piloti che non hanno terminato la gara ma sono ugualmente classificati avendo coperto, come previsto dal regolamento, almeno il 90% della distanza totale.